# ロシア社会正義党
ロシア社会正義党（ロシア語: Российская партия справедливости、Rossiyskaya Partiya Spravedlivosti）は、ロシアの政党。
2003年12月7日ロシア下院選挙で、ロシア年金党と選挙協力を結び、3.1パーセントの得票を得たが、5パーセント条項に阻まれ議席獲得はならなかった。
2007年12月2日ロシア下院選挙で、得票率0.22パーセントで7パーセント条項に遠く及ばず議席を得ることはできなかった。
2008年9月、党は解散し公正ロシアに合流した。